# Епархия Варри
Епархия Варри (лат. Dioecesis Varriensis) — епархия Римско-Католической церкви c центром в городе Варри, Нигерия. Епархия Варри входит в митрополию Бенин-Сити. Кафедральным собором епархии Варри является церковь Святейшего Сердца Иисуса.

## История
10 марта 1964 года Римский папа Павел VI издал буллу «Legem Christi», которой учредил епархию Варри, выделив её из епархии Бенин-Сити.
24 августа 1964 года епархия Варри передала часть своей теорритории новой миссии Sui iuris Бомади (сегодня — Апостольский викариат Бомади).

## Ординарии епархии
- епископ Lucas Olu Chukwuka Nwaezeapu (1964—1983);
- епископ Edmund Joseph Fitzgibbon SPS[1] (1991—1997);
- епископ Ричард Энтони Бёрк SPS (3.03.1997—24.12.2007), назначен архиепископом Бенин-Сити;
- епископ John ’Oke Afareha (2010 — по настоящее время).

## Источник
- Annuario Pontificio, Libreria Editrice Vaticana, Città del Vaticano, 2003, ISBN 88-209-7422-3
- Булла Legem Christi  (лат.)